# Moritz Lewenhaupt

Moritz Lewenhaupt, Graf zu Raseborg, Freiherr zu Gräfsnäs und Käggleholm (1596)

Moritz Lewenhaupt (schwedisch Mauritz Stensson Leijonhufvud; * 10. September 1559 in Kärra; † 23. November 1607 auf Schloss Käggleholm in Närke) war ein schwedischer Staatsmann.

## Leben

### Herkunft und Familie
Moritz war Angehöriger der schwedischen Freiherren Leijonhufvud bzw. der Grafen Lewenhaupt. Seine Eltern waren der schwedische Reichsrat Sten Eriksson Leijonhufvud (1518–1568) und Ebba Månsdotter Lilliehöök (1529–1569). Königin Margareta von Schweden (1516–1551) war seine Tante. Er vermählte sich 1592 mit Amalia von Hatzfeld († 1628), Hofjungfer der Herzogin Maria von Södermanland. Aus der Ehe ging einzig die Tochter Ebba (1595–1654) hervor, welche in erster Ehe 1613 mit dem schwedischen Kanzler Graf Svante Sture (1587–1616) und in zweiter Ehe 1618 mit dem schwedischen Reichsrat und Generalgouverneur von Schwedisch-Pommern Claes Horn af Kanckas (1583–1632) vermählt war.

### Werdegang
Moritz war ein enger Vertrauter von Herzogs Karl von Södermanland, des späteren Königs Karl IX., in dessen Diensten er spätestens 1579 trat und dessen Rat er seit 1584 war. Er war von 1584 bis 1596 Häradshövding in Oppunda. Seit 1595 war er auch Lagman in Näke. Als Gouverneur auf Schloss Västerås und über Västmanland, Dalarne und Kopparbergslagen fand er 1598 Verwendung. Von 1601 bis 1602 war er Gouverneur in Estland, wurde 1602 Reichsrat und war bis zu seinem Tod schwedischer Reichsdrost. Er wurde am 17. Februar 1608 in der Stadtkirche von Örebro begraben.